# National Board of Review Awards 1999
71st National Board of Review Awards

Melhor Filme: 

 American Beauty 
O 71º National Board of Review Awards, homenageando os melhores do cinema em 1999, foi anunciado em 7 de dezembro de 1999 e entregue em 18 de janeiro de 2000.

## Top 10: Melhores Filmes
1. American Beauty
2. The Talented Mr. Ripley
3. Magnolia
4. The Insider
5. The Straight Story
6. Cradle Will Rock
7. Boys Don't Cry
8. Being John Malkovich
9. Tumbleweeds
10. Three Kings

## Melhores Filmes Estrangeiros
1. Tudo sobre Minha Mãe
2. Lola rennt
3. Est-Ouest
4. Cabaret Balkan
5. The Emperor and the Assassin

## Vencedores
- Melhor Filme: 
  - American Beauty
- Melhor Filme Estrangeiro:
  - All About My Mother
- Melhor Ator:
  - Russell Crowe - The Insider
- Melhor Atriz:
  - Janet McTeer - Tumbleweeds
- Melhor Ator Coadjuvante:
  - Philip Seymour Hoffman - Magnolia, The Talented Mr. Ripley
- Melhor Atriz Coadjuvante:
  - Julianne Moore - Magnolia, A Map of the World, An Ideal Husband
- Melhor Elenco:
  - Magnolia
- Melhor Revelação - Masculina:
  - Wes Bentley - American Beauty
- Melhor Relevação - Feminina:
  - Hilary Swank - Boys Don't Cry
- Melhor Diretor:
  - Anthony Minghella - The Talented Mr. Ripley
- Melhor Diretor Estreante:
  - Kimberly Peirce - Boys Don't Cry
- Melhor Roteiro:
  - John Irving - The Cider House Rules
  - Arthur Laurents - Prêmio pela Carreira
- Melhor Documentário:
  - Buena Vista Social Club
- Melhor Telefilme
  - A Lesson Before Dying
- Prêmio de Carreira:
  - Clint Eastwood
- Prêmio Billy Wilder de Melhor Direção:
  - John Frankenheimer
- Prêmio pela Carreira - Cinema:
  - Tim Robbins - Cradle Will Rock
- Prêmio William K. Everson de História do Cinema::
  - Jeanine Basinger, Silent Stars
- Prêmio Liberdade de Imprensa:
  - Joan Chen - Xiu Xiu: The Sent Down Girl
- Prêmio Liberdade de Expressão:
  - Michael Mann - The Insider
- Citação Especial:
  - Barry Levinson - pela série cinematográfica The Baltimore Series
- Reconhecimento especial em cinema:
  - A Map of the World
  - A Walk on the Moon
  - Election
  - Go
  - Limbo
  - Lock, Stock and Two Smoking Barrels
  - Man of the Century
  - Stir of Echoes
  - This Is My Father
  - Twin Falls Idaho